# 1957 في الهند
فيما يلي قوائم الأحداث التي وقعت خلال عام 1957 في الهند.

## سياسة

### تعيين في المنصب
- 1 يناير – بي في ناراسيمها راو Member of the Andhra Pradesh Legislative Assembly ‏.

## أفلام
من الأفلام التي صدرت هذه السنة في الهند:
- 14 فبراير – أمنا الهند من إخراج Mehboob Khan [الإنجليزية]‏.

## مواليد

### يناير
- 1 يناير – بول لافيرتي
- 7 يناير – رينا روي ممثلة هندية.
- 8 يناير – نفيسة علي
- 14 يناير – فيكرام بانديت

### فبراير
- 1 فبراير – جاكي شروف ممثل هندي.
- 3 فبراير – ديبتي نافال ممثلة هندية.
- 22 فبراير – أشوك أمريتراج

### مايو
- 13 مايو – مارك هيب ممثل بريطاني.
- 22 مايو – سيما ممثلة هندية.
- 27 مايو – دينيش كاوشيك ممثل هندي.

### يونيو
- 8 يونيو – ديمبل كاباديا ممثلة هندية.
- 25 يونيو – راجهوبير ياداف ممثل هندي.

### أغسطس
- 17 أغسطس – ساشين

### سبتمبر
- 3 سبتمبر – سادجورو
- 23 سبتمبر – كومار سانو مغني هندي.
- 29 سبتمبر – دارشان جاريوالا ممثل هندي.

### أكتوبر
- 15 أكتوبر – ميرا ناير مخرجة أفلام هندية.
- 22 أكتوبر – كيتو جيدواني